# Тракийска тройка
 Тази статия е за групата, създадена през 1968 г.  За групата, създадена през 1936 г., вижте Тракийска народна група.  
„Тракийската тройка“ е българска фолклорна група, активна от 1968 г. до 1980-те години.
Създадена е през 1968 г. в София по идея на Георги Бояджиев, отговорен редактор в редакция „Народна музика“ на БНР, от Румен Сираков (тамбура), Стоян Величков (кавал) и Михаил Маринов (гъдулка) – и тримата солисти в АНПБР. Групата е създадена, за да задоволи нуждата от записи на малка интрументална група за изпълнение на хора и съпровод на народни певци. През 80-те години групата става основа на инструменталното звено в създадената главно за участия в чужбина група „Балкана“. Тракийският фолклор заема основна част от изпълненията на групата, но също така тя изпълнява музика и от други области. Развива широка концертна дейност в периода на съществуването си. Тя се налага като една от водещите групи за акомпанимент, участвала в стотици записи на известни народни певци. Редовен сътрудник на завода за грамофонни плочи „Балкантон“ и БНТ.

## Дискография

### Малки плочи
- 1970 – „Изпълнения на Тракийската тройка“ (Балкантон – ВНМ 6101)

### Дългосвирещи плочи
- 1977 – „Янка Танева“/ „Тракийската тройка“ (Балкантон – ВНА 10215)